# (4450) Pan
(4450) Pan es un asteroide que forma parte de los asteroides Apolo y fue descubierto el 25 de septiembre de 1987 por Eugene Merle Shoemaker y Carolyn Jean S. Shoemaker desde el observatorio del Monte Palomar, Estados Unidos.

## Designación y nombre
Pan fue designado al principio como 1987 SY.
Más tarde, en 1991, se nombró por Pan, un dios de la mitología griega.

## Características orbitales
Pan está situado a una distancia media de 1,442 ua del Sol, pudiendo acercarse hasta 0,5964 ua y alejarse hasta 2,288 ua. Su excentricidad es 0,5865 y la inclinación orbital 5,52 grados. Emplea en completar una órbita alrededor del Sol 632,7 días.
Pan es un asteroide cercano a la Tierra que pertenece al grupo de los asteroides potencialmente peligrosos.

## Características físicas
La magnitud absoluta de Pan es 17,1 y el periodo de rotación de 56,48 horas.